# José Pelletier (football)
Pour les articles homonymes, voir José Pelletier.
José Pelletier est un footballeur français né le 8 mars 1947 à Sail-sous-Couzan (Loire) et mort le 17 avril 2012 à La Ciotat.

## Biographie
Natif du même village qu'Aimé Jacquet, il évolue à l'AS Saint-Étienne, à partir de 1967. Il joue comme défenseur mais n'arrive pas à faire sa place chez les verts. 
Il part alors à Boulogne, en 1970. Il joue également au FC Rouen, au Paris FC et à l'AS Béziers.
Dans le club biterrois il entame une reconversion comme entraîneur : il dirige les joueurs de Béziers, de juillet 1979 à mars 1983. Puis il entraîne le FC Valence en 1987-1988

## Palmarès
- Champion de France en 1968 et 1970 avec l'AS Saint-Étienne
- Vainqueur du Challenge des champions en 1968 avec l'AS Saint-Étienne